# Baumwall
Baumwall – stacja metra hamburskiego na linii U3. Stacja została otwarta 29 czerwca 1912. Znajduje się w dzielnicy Neustadt.

## Położenie
Stacja Baumwall jest stacją nadziemną, położoną na wiadukcie. Znajduje się w części zwanej Baumwall, tuż przy nabrzeżu Portu Hamburskiego.